# Hack Frigyes
Hack Frigyes Mihály (Újpest, 1933. január 15. – Budapest, 2016. február 20.) magyar egyetemi oktató, pedagógus, a tanárképzésben az informatika oktatásának egyik megalapozója, a mikroszámítógépek oktatásba bevezetésének egyik kezdeményezője, a középiskolai „Függvénytáblázat” egyik társszerzője, wikipédista (2006–2016). Hack Péter jogász, politikus és Hack Róbert (1959–) fényképész édesapja.

## Életpályája
Elemi iskolát végzett, majd polgáriba járt, azonban mivel tanárai felfedezték tehetségét, így különbözeti vizsgával bekerülhetett a Könyves Kálmán Gimnázium 4. osztályába. 1951-ben tett érettségi vizsgát. 1955-ben szerezte matematika-fizika szakos, 1960-ban pedig ábrázoló geometria szakos tanári diplomáját, mindkettőt az ELTE Természettudományi Karán.
Szombathelyen, a TIT megyei központjának munkatársa volt egy évig, 1956-tól pedig az újpesti Könyves Kálmán Gimnázium matematika-fizika, később ábrázoló geometria szakos tanára lett. 1965-ig tanított itt nappali és esti tagozaton is. 1963-tól oktatott az ELTE Geometria tanszékén tanársegédként. Az általa készített négyjegyű függvénytáblázatot 1967-ben adták ki először, közel ötven év alatt ötmillió példányt értékesítettek belőle és azóta is használják az oktatásban.
1965–1974 között az ELTE Apáczai Csere János Gimnáziumban tanított.
1970-től adott elő számítástudományt és foglalkozott az oktatás módszertani problémáival a tanárképzésben. 1974-től az ELTE TTK Numerikus és Gépi Matematikai Tanszékének munkatársa volt 1996-ban történt nyugdíjba vonulásáig. Egy félévet Kubában, a Havannai Egyetem Kibernetikai Intézetében tanított, néhány hetet pedig a leningrádi Zsdanov Egyetem (ma Szentpétervári Állami Egyetem) Kibernetikai Intézetében töltött. 1975-ben szerezte meg egyetemi doktori, majd 1996-ban PhD tudományos fokozatát. Doktori értekezésének témája a számítástechnika iskolai oktatásával foglalkozik. Nyugdíjba vonulása után még évekig tartott előadást a 3D-grafika geometriai alapjairól. 88 tudományos és ismeretterjesztő írást publikált.
2016. március 2-án délután helyezték örök nyugalomra az Óbudai temetőben.

## Publikációi (válogatás)
- Függvénytáblázatok: Matematikai összefüggések (társszerzők: Hack Frigyes és Tóth Géza), Budapest, Tankönyvkiadó, 1967, 104 p.
- Függvénytáblázatok: Matematikai és fizikai összefüggések (a matematikai részt Hack Frigyes, a fizikai részt Kugler Sándorné állította össze), Budapest, Tankönyvkiadó, 1968, 159 p.[5]
- Négyjegyű függvénytáblázatok: Matematikai, fizikai, kémiai összefüggések (társszerzők: Hack Frigyes, Kugler Sándor, Radnai Gyula, Tóth Géza, Balázs Lóránt), Budapest, Nemzedékek Tudása Kiadó, 2014.